# Cleora forficulata
Cleora forficulata là một loài bướm đêm trong họ Geometridae.